# Stefaniola mohni
Stefaniola mohni är en tvåvingeart som beskrevs av Fedotova 1992. Stefaniola mohni ingår i släktet Stefaniola och familjen gallmyggor.
Artens utbredningsområde är Kazakstan. Inga underarter finns listade i Catalogue of Life.